# Col de la Madeleine
El Col de la Madeleine es un puerto de montaña localizado en los Alpes franceses 45°26′N 6°22′E / 45.433, 6.367, en el departamento de Saboya, con una altitud de 1993 metros sobre el nivel del mar.
Comunica La Chambre, en el valle de Maurienne, con Aigueblanche y Feissons-sur-Isère, en el valle de Tarentaise. El acceso sur desde La Chambre tiene una longitud de 19,3 km con una pendiente media del 8%. El acceso norte desde Aigueblanche tiene una longitud de 28,3 km con una pendiente media del 5,4%. El puerto está cerrado desde noviembre hasta el inicio de junio.

## Tour de Francia
Este puerto ha sido subido por los participantes del Tour de Francia en 28 ocasiones desde 1969 hasta 2025. Los primeros en pasar por su cima han sido:
| - 1969: Andrés Gandarias - 1973: Jean-Pierre Danguillaume - 1975: Francisco Galdós - 1977: André Chalmel - 1979: Lucien Van Impe - 1980: Mariano Martínez - 1981: Lucien Van Impe - 1983: Lucien Van Impe - 1984: Pedro Delgado - 1987: Anselmo Fuerte - 1988: Henri Abadie - 1990: Thierry Claveyrolat - 1994: Piotr Ugrumov - 1995: Richard Virenque | - 1996: Richard Virenque - 1997: Richard Virenque - 1998: Jan Ullrich - 2000: Massimiliano Lelli - 2001: Laurent Roux - 2002: Michael Boogerd - 2004: Gilberto Simoni - 2005: Santiago Botero - 2010: Anthony Charteau - 2012: Peter Velits - 2013: Pierre Rolland - 2018: Julian Alaphilippe - 2020: Richard Carapaz - 2025: Jonas Vingegaard |